# أوين تيل
أوين تيل (بالإنجليزية: Owen Teale)‏ هو ممثل بريطاني، ولد في 20 مايو 1961 بسوانزي في المملكة المتحدة. بدأ مشواره المهني سنة 1984، ومن الجوائز التي نالها جائزة توني لأفضل ممثل في مسرحية ‏ سنة 1997.

## أعمال

### أفلام
- (2004) الملك آرثر[5]
- (2007) الفيلق الأخير

### مسلسلات
- صراع العروش

## جوائز
- جائزة توني لأفضل ممثل في مسرحية [الإنجليزية]‏ (1997)

## وصلات خارجية
- أوين تيل على موقع IMDb (الإنجليزية)
- أوين تيل على موقع ألو سيني (الفرنسية)
- أوين تيل على موقع ميوزك برينز (الإنجليزية)
- أوين تيل على موقع أول موفي (الإنجليزية)
- أوين تيل على موقع قاعدة بيانات برودواي على الإنترنت (الإنجليزية)
- أوين تيل على موقع قاعدة بيانات الأفلام السويدية (السويدية)
- أوين تيل على موقع قاعدة بيانات الفيلم (الإنجليزية)
- أوين تيل على موقع كينوبويسك (الروسية)